# Leptophobia erinna
Leptophobia erinna är en fjärilsart som först beskrevs av Carl Heinrich Hopffer 1874.  Leptophobia erinna ingår i släktet Leptophobia och familjen vitfjärilar.
Artens utbredningsområde är Peru. Inga underarter finns listade i Catalogue of Life.